# Schneckenzaun
Schneckenzäune sind eine Maßnahme, um Schnecken am Eindringen in bestimmte Gebiete zu hindern.

## Typen

### Herkömmlicher Schneckenzaun

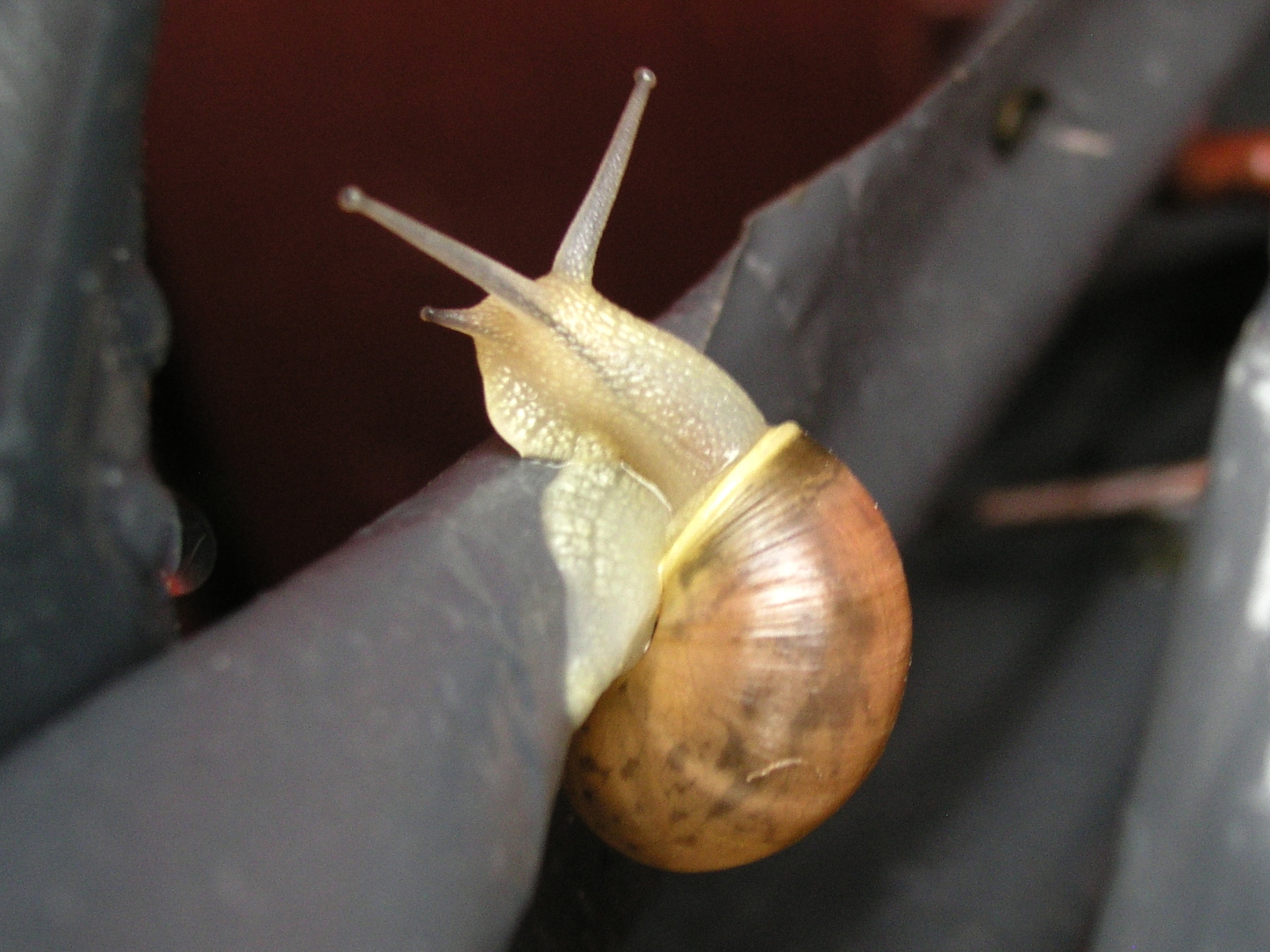
Gartenschnecke beim Überwinden eines Hindernisses

Schneckenzäune aus Metall oder Kunststoff weisen einen nach außen überkragenden Teil auf (siehe dazu auch Schneckenkragen). Durch diese spezielle Kante werden Schnecken verwirrt und abgelenkt. Nach dem Erklimmen des ca. 10 cm hohen Zaunes, der bis zu 15 cm tief im Erdreich vergraben werden sollte oder an Hochbeeten lückenlos angebracht wird, stürzen sie an dem abgewinkelten Stück ab oder „verweigern das Hindernis“. Die Schnecken werden dabei nicht verletzt. Über (regenfeucht) überhängende Pflanzentriebe und -blätter können Schnecken solche Einzäunungen überwinden. Metallzäune gelten als besonders effizient, sie sind aber teurer als Plastikzäune. Derartige Schneckenzäune können aus Fliegengittergeflecht leicht selbst hergestellt werden, Metallgeflecht durch einfaches Abwinkeln, Kunststoff-Fliegengitter wird thermoplastisch mithilfe eines Bügeleisens verformt.
Cortenstahl soll für Schnecken ein schwer überwindliches Hindernis bieten und bietet sich daher als Schneckenbarriere an, um beispielsweise Salatbeete zu schützen. Cortenstahl enthält weniger als 1 % Kupfer. Diese geringe Menge reiche aber aus, dass der Schneckenschleim das Kupfer im Cortenstahl oxidiert. Dadurch entsteht für die Schnecke eine reizende Substanz, die die Schnecke am Weiterkriechen hindert.

### Holzpalisaden
Holz in Form von Palisaden wird in Privatgärten oft aus ästhetischen Gründen bevorzugt, ist aber für Schnecken kein unüberwindbares Hindernis.

### Elektrozaun
Ein anderer Typ ist der Elektrozaun. Während des Erklimmens dieses Zaunes bekommen die Schnecken einen Elektroschock, den sie bei Niederspannung überleben. Der Nachteil dieses Zaunes ist die notwendige Wartung, außerdem muss immer Strom vorhanden sein.
Der Strom kann durch eine anzuschließende Batterie geliefert werden.
Ein weiterer sehr großer Nachteil ist, dass die Kontakte nach einem Regen sehr schnell mit Erdreich bedeckt werden und dann keinen Schutz mehr bieten. Außerdem können Kurzschlüsse entstehen, durch die der Zaun seine Wirkung verliert.

## Vergleich mit anderen Maßnahmen
Schneckenzäune sind in der Wirkung und Sicherheit je nach Typ sehr unterschiedlich. Als Vorteile gelten, dass die Schnecken nur abgewehrt und nicht getötet werden, und dass sie daher keine weiteren Schnecken anziehen – im Gegensatz etwa zu Bierfallen. Daher sollte eine Bierfalle durch einen Schneckenzaun ergänzt werden.
Nachteile eines Schneckenzauns sind der Aufwand, um eine größere Fläche vor Schneckenbefall zu schützen, sowie mögliche ästhetische Probleme.